# Пітер Рокка
Пітер Рокка (англ. Peter Rocca, 27 липня 1957) — американський плавець.
Олімпійський чемпіон 1976 року. Срібний медаліст Чемпіонату світу з водних видів спорту 1978 року.
Переможець Панамериканських ігор 1975, 1979 років.